# Javier Ruiz de Larrinaga
Javier Ruiz de Larrinaga Ibáñez (Zuya, Álava, 2 de noviembre de 1979) es un ciclista español.

## Biografía
Debutó como profesional en el 2005 con el equipo Kaiku. 
Desde la desaparición de Kaiku, Larrinaga se pasó al ciclocrós. Actualmente corre en el MMR-Spiuk, equipo que comparte con la asturiana Aida Nuño; mientras que las pruebas de carretera las disputa en el equipo amateur Lizarte.

## Palmarés
2007
- Ciclocross de Elorrio

2009
- Campeonato de España de Ciclocrós
- Ciclocross de Medina de Pomar

2010
- Campeonato de España de Ciclocrós

2011
- Campeonato de España de Ciclocrós

2013
- 3.º en el Campeonato de España de Ciclocrós

2014
- Campeonato de España de Ciclocrós

2015
- 2.º en el Campeonato de España de Ciclocrós

2016
- Campeonato de España de Ciclocrós
- Cyclo-cross de Karrantza

2017

2019
- 3.º en el Campeonato de España de Ciclocrós

## Resultados en Grandes Vueltas y Campeonato del Mundo
Durante su carrera deportiva ha conseguido los siguientes puestos en las Grandes Vueltas y en los Campeonatos del Mundo en carretera:
| Carrera              | 2005 | 2006 | 2007 | 2008 | 2009 | 2010 | 2011 | 2012 | 2013 | 2014 | 2015 | 2016 |
| -------------------- | ---- | ---- | ---- | ---- | ---- | ---- | ---- | ---- | ---- | ---- | ---- | ---- |
| Giro de Italia       | -    | -    | -    | -    | -    | -    | -    | -    | -    | -    | -    | -    |
| Tour de Francia      | -    | -    | -    | -    | -    | -    | -    | -    | -    | -    | -    | -    |
| Vuelta a España      | -    | -    | -    | -    | -    | -    | -    | -    | -    | -    | -    | -    |
| Mundial en Ruta      | -    | -    | -    | -    | -    | -    | -    | -    | -    | -    | -    | -    |
| Mundial de Ciclocrós | -    | -    | -    | 36.º | 41.º | 45.º | 29.º | 41.º | 28.º | 33.º | 27.º | 27.º |

-: no participa

Ab.: abandono

## Equipos

### Carretera
- Kaiku (2005-2006)
- Lizarte (2012-2015) (amateur)

### Ciclocrós
- Spiuk (2009-2015)
  - Spiuk (2009-2012)
  - MMR-Spiuk (2013-2015)